# Буренка (река)
Буренка — река в России, протекает в Пермском крае. Впадает в реку Пизь в 63 км от её устья. Длина реки составляет 20 км. В 3,7 км от устья по правому берегу впадает река Бурня.

## Данные водного реестра
По данным государственного водного реестра России относится к Камскому бассейновому округу, водохозяйственный участок реки — Кама от Воткинского гидроузла до Нижнекамского гидроузла, без рек Буй (от истока до Кармановского гидроузла), Иж, Ик и Белая, речной подбассейн реки — бассейны притоков Камы до впадения Белой. Речной бассейн реки — Кама.
Код объекта в государственном водном реестре — 10010101412111100016592.